# Fundación Ramon Llull
La Fundación Ramon Llull (en catalán, Fundació Ramon Llull, FRL) es una fundación de derecho andorrano con sede en Andorra la Vieja (Principado de Andorra) que tiene como finalidad la promoción en el mundo de la lengua y la cultura catalana.
Está constituida por el Instituto Ramon Llull, consorcio con sede en Barcelona y Palma de Mallorca, por el Gobierno de Andorra, el Consejo General de los Pirineos Orientales, el Ayuntamiento de Alguer y la Red de Ciudades Valencianas Ramon Llull, en la que se incluyen ayuntamientos de ciudades valencianas como Vinaroz, Gandía, Sueca, Morella o Jijona. El Jefe de Gobierno de Andorra, Albert Pintat, es el presidente. El ministro portavoz, de desarrollo económico, turismo, cultura y universidades de Andorra, Juli Minoves, es vicepresidente junto con el Consejero de la Vicepresidencia de la Generalidad de Cataluña, Josep Lluís Carod-Rovira que también ostenta la vicepresidencia. El Director del Instituto Ramon Llull y de la Fundación Ramon Llull coinciden en la misma persona en el momento presente: Josep Bargalló.
La Fundación fue creada en la Biblioteca noble de la Casa de Areny Plandolit en Ordino (Principado de Andorra) el último día del mes de marzo de 2008 por Juli Minoves, representante Andorra, Josep Lluís Carod-Rovira representante Cataluña y el consejero de Presidencia Francesc Moragues representando las Islas Baleares. La reunión fundacional de Ordino seguía el encuentro de los mismos representantes de Andorra y Cataluña en el Santuario de Cura (Mallorca) a finales del 2007 donde, a iniciativa del Presidente Antich, se firmó un documento histórico proclamando la voluntad conjunta de las Islas Baleares, Cataluña y el Estado andorrano de crear la Fundación. El día 15 de enero del año 2009 se ingresaron del Ayuntamiento de Alguer, El Consejo de los Pirineos Orientales y la Red de Ciudades Valencianas.